# Dan vojne mornarice in pomorstva Jugoslavije
Dan vojne mornarice in pomorstva Jugoslavije je bil praznik Jugoslovanske vojne, trgovske mornarice in vsega pomorstva. Slavil se je 10. septembra, na dan, ko je bila leta 1942 ustanovljena partizanska mornarica. Praznik je bil uveden 10. septembra 1962 na ukaz Vrhovnega poveljnika oboroženih sil in ministra narodne obrambe FNRJ (Tita).